# Mohanpur (India)
Mohanpur è una suddivisione dell'India, classificata come nagar panchayat, di 5.299 abitanti, situata nel distretto di Etah, nello stato federato dell'Uttar Pradesh.